# Децим Юній Сілан Торкват (консул 53 року)
Децим Юній Сілан Торкват (лат. Decimus Iunius Silanus Torquatus; 20 — 64) — політичний діяч ранньої Римської імперії, консул 53 року.

## Життєпис
Походив з роду нобілів Юніїв. Син Марка Юнія Сілана, консула 19 року, та Емілії Лепіди. З 37 року став членом колегії саліїв, а з 43 року — фламіном Юлія та фламіном Августа. У 53 році обрано консулом разом з Квінтом Гатерієм Антоніном. Надалі вів вкрай марнотратний спосіб життя і цим накликав на себе підозри імператора Нерона, який вирішив, що Сілан домагається популярності та замислює державний заколот. У 64 році Децим Юній був звинувачений у намірі захопити владу. Не чекаючи на суд Сілан наклав на себе руки — порізав вени.